# Partecipanti al Tour of Taihu Lake 2024
Elenco dei partecipanti al Tour of Taihu Lake 2024.
Il Tour of Taihu Lake 2024 è stato la dodicesima edizione della corsa. Alla competizione presero parte 22 squadre: 6 con licenza UCI ProTeam e 16 UCI Continental Team.
Partenza con 131 ciclisti accreditati.

## Corridori per squadra
Nota: R ritirato, NP non partito, FT fuori tempo, SQ squalificato
| Burgos-BH                              | Burgos-BH                              | Burgos-BH                              | Caja Rural-Seguros RGA                       | Caja Rural-Seguros RGA                       | Caja Rural-Seguros RGA                       | Corratec Vini Fantini                             | Corratec Vini Fantini                             | Corratec Vini Fantini                             |
| -------------------------------------- | -------------------------------------- | -------------------------------------- | -------------------------------------------- | -------------------------------------------- | -------------------------------------------- | ------------------------------------------------- | ------------------------------------------------- | ------------------------------------------------- |
| N°                                     | Ciclista                               | Clas.                                  | N°                                           | Ciclista                                     | Clas.                                        | N°                                                | Ciclista                                          | Clas.                                             |
| 1                                      | Mario Aparicio                         | 66°                                    | 11                                           | Daniel Babor                                 | 18°                                          | 21                                                | Jakub Mareczko                                    | R 5ª                                              |
| 2                                      | Ander Okamika                          | 12°                                    | 12                                           | Tomáš Bárta                                  | 28°                                          | 22                                                | Attilio Viviani                                   | 29°                                               |
| 3                                      | Ángel Fuentes                          | 35                                     | 13                                           | Samuel Fernández                             | 72°                                          | 23                                                | Etienne van Empel                                 | 87°                                               |
| 4                                      | Georgios Bouglas                       | 27°                                    | 14                                           | David González                               | 51°                                          | 24                                                | Jan Stöckli                                       | 32°                                               |
| 5                                      | George Jackson                         | 55°                                    | 15                                           | Joseba López                                 | 38°                                          | 25                                                | Lorenzo Quartucci                                 | 44                                                |
| 6                                      | Francesc Bennassar                     | 36°                                    | 16                                           | Gorka Sorarrain                              | 5°                                           | 26                                                | Valerio Conti                                     | 101°                                              |
| Lotto Dstny                            | Lotto Dstny                            | Lotto Dstny                            | TotalEnergies                                | TotalEnergies                                | TotalEnergies                                | Team Novo Nordisk                                 | Team Novo Nordisk                                 | Team Novo Nordisk                                 |
| N°                                     | Ciclista                               | Clas.                                  | N°                                           | Ciclista                                     | Clas.                                        | N°                                                | Ciclista                                          | Clas.                                             |
| 31                                     | Logan Currie                           | 10°                                    | 41                                           | Lucas Boniface                               | 63°                                          | 51                                                | Hamish Beadle                                     | 41°                                               |
| 32                                     | Milan Menten                           | 17°                                    | 42                                           | Lorrenzo Manzin                              | 24°                                          | 52                                                | Sam Brand                                         | 69°                                               |
| 33                                     | Mathijs Paasschens                     | 74°                                    | 43                                           | Paul Ourselin                                | 7°                                           | 53                                                | Quinten de Graeve                                 | 47°                                               |
| 34                                     | Liam Slock                             | 76°                                    | 44                                           | Geoffrey Soupe                               | 78°                                          | 54                                                | Anton Muller                                      | 64°                                               |
| 35                                     | Steffen de Schuyteneer                 | 13°                                    | 45                                           | Jason Tesson                                 | 14°                                          | 55                                                | David Lozano                                      | 61°                                               |
| 36                                     | Joshua Giddings                        | R 5ª                                   | 46                                           | Nicola Marcerou                              | 54°                                          | 56                                                | Umberto Poli                                      | R 5ª                                              |
| Bodywrap Men's Cycling Team            | Bodywrap Men's Cycling Team            | Bodywrap Men's Cycling Team            | China Glory-Mentech Continental Cycling Team | China Glory-Mentech Continental Cycling Team | China Glory-Mentech Continental Cycling Team | CCACHE x Par Küp                                  | CCACHE x Par Küp                                  | CCACHE x Par Küp                                  |
| N°                                     | Ciclista                               | Clas.                                  | N°                                           | Ciclista                                     | Clas.                                        | N°                                                | Ciclista                                          | Clas.                                             |
| 61                                     | Chen Xie                               | R 5ª                                   | 71                                           | Geng Teng                                    | 100°                                         | 81                                                | Graeme Frislie                                    | 20°                                               |
| 62                                     | Yihua Fan                              | 96°                                    | 72                                           | Zhen Li                                      | 104°                                         | 82                                                | John Carter                                       | 83°                                               |
| 63                                     | Kuicheng Wang                          | 19°                                    | 73                                           | Jiaqing Yu                                   | 93°                                          | 83                                                | Bentley Niquet-Olden                              | R 5ª                                              |
| 64                                     | Gaoshang Niu                           | 81°                                    | 74                                           | Lucas De Rossi                               | 62°                                          | 84                                                | Kurt Eather                                       | R 5ª                                              |
| 65                                     | Shuyang Pang                           | 96°                                    | 75                                           | Haoyu Su                                     | 90°                                          | 85                                                | Max Campbell                                      | 48°                                               |
|                                        |                                        |                                        | 76                                           | Reinardt Janse van Rensburg                  | 15°                                          | 86                                                | William Heffernan                                 | 34°                                               |
| Hengxiang Cycling Team                 | Hengxiang Cycling Team                 | Hengxiang Cycling Team                 | Huansheng-SCOM-Taishan Sport Cycling Team    | Huansheng-SCOM-Taishan Sport Cycling Team    | Huansheng-SCOM-Taishan Sport Cycling Team    | Ljubljana Gusto Santic                            | Ljubljana Gusto Santic                            | Ljubljana Gusto Santic                            |
| N°                                     | Ciclista                               | Clas.                                  | N°                                           | Ciclista                                     | Clas.                                        | N°                                                | Ciclista                                          | Clas.                                             |
| 91                                     | Changquan Xu                           | R 5ª                                   | 101                                          | Jiaxi Wang                                   | 91°                                          | 111                                               | Dan Andrej Tomšič                                 | 71°                                               |
| 92                                     | Tao Sun                                | R 5ª                                   | 102                                          | Chin Pok Kam                                 | 57°                                          | 112                                               | Dylan Hopkins                                     | 8°                                                |
| 93                                     | Andris Vosekalns                       | R 5ª                                   | 103                                          | Karl Patrick Lauk                            | 4°                                           | 113                                               | Ting Wei Li                                       | 99°                                               |
| 94                                     | Daniel Mohd Nawawi                     | R 5ª                                   | 104                                          | Liang Guo                                    | 89°                                          | 114                                               | Viktor Potočki                                    | R 5ª                                              |
| 95                                     | Kirill Malkov                          | 65°                                    | 105                                          | Siarhei Shauchenka                           | 30°                                          | 115                                               | Andy Sampson                                      | R 5ª                                              |
| 96                                     | Märis Bogdanovičs                      | 23°                                    | 106                                          | Cang Yang                                    | 86°                                          | 116                                               | Mihael Štajnar                                    | 53°                                               |
| Li Ning Star                           | Li Ning Star                           | Li Ning Star                           | Team Medellín-EPM                            | Team Medellín-EPM                            | Team Medellín-EPM                            | Mazowsze Serce Polski                             | Mazowsze Serce Polski                             | Mazowsze Serce Polski                             |
| N°                                     | Ciclista                               | Clas.                                  | N°                                           | Ciclista                                     | Clas.                                        | N°                                                | Ciclista                                          | Clas.                                             |
| 121                                    | Yikui Niu                              | 88°                                    | 131                                          | Óscar Sevilla                                | 22°                                          | 141                                               | Paweł Bernas                                      | 68°                                               |
| 122                                    | Wentao Sun                             | 40°                                    | 132                                          | Brayan Sánchez                               | 21°                                          | 142                                               | Norbert Banaszek                                  | 82°                                               |
| 123                                    | Alexei Shnyrko                         | 103°                                   | 133                                          | Wilmar Paredes                               | 3°                                           | 143                                               | Marcin Budziński                                  | 2°                                                |
| 124                                    | Luke Mudgway                           | 50°                                    | 134                                          | Christian Tamayo                             | R 5ª                                         | 144                                               | Tomasz Budziński                                  | 39°                                               |
| 125                                    | Cristian Raileanu                      | 9°                                     | 135                                          | Róbigzon Oyola                               | 52°                                          | 145                                               | Michał Pomorski                                   | 25°                                               |
| 126                                    | Luhao Li                               | 58°                                    | 136                                          | Victor Ocampo                                | 70°                                          | 146                                               | Tobiasz Pawlak                                    | 16°                                               |
| Giant Cycling Team                     | Giant Cycling Team                     | Giant Cycling Team                     | Parkhotel Valkenburg                         | Parkhotel Valkenburg                         | Parkhotel Valkenburg                         | Pingtan International Tourism Island Cycling Team | Pingtan International Tourism Island Cycling Team | Pingtan International Tourism Island Cycling Team |
| N°                                     | Ciclista                               | Clas.                                  | N°                                           | Ciclista                                     | Clas.                                        | N°                                                | Ciclista                                          | Clas.                                             |
| 151                                    | Penghai Deng                           | 98°                                    | 161                                          | Maxime Duba                                  | 105°                                         | 171                                               | Anton Popov                                       | 26°                                               |
| 152                                    | Huibin Zhang                           | NP 3ª                                  | 162                                          | Jesper Rasch                                 | 85°                                          | 172                                               | Shude Meng                                        | R 5ª                                              |
| 153                                    | Jiacheng Lu                            | 97°                                    | 163                                          | Martijn Rasenberg                            | 49°                                          | 173                                               | Nikita Kirzhaykin                                 | 94°                                               |
| 154                                    | Junjie Wu                              | 31°                                    | 164                                          | Luke Verburg                                 | R 5ª                                         | 174                                               | Viktor Manakov                                    | R 5ª                                              |
| 155                                    | Neng Lyu                               | 59°                                    | 165                                          | Jelte Krijnsen                               | 1°                                           | 175                                               | Aleksandr Shakotko                                | 84°                                               |
| 156                                    | Chuanyang Lin                          | 45°                                    | 166                                          | Nils Sinschek                                | 67°                                          | 176                                               | Yuanfeng Yu                                       | 108°                                              |
| Ferei Quick-Panda Podium Mongolia Team | Ferei Quick-Panda Podium Mongolia Team | Ferei Quick-Panda Podium Mongolia Team | Roojai Insurance                             | Roojai Insurance                             | Roojai Insurance                             | St. George Continental Cycling Team               | St. George Continental Cycling Team               | St. George Continental Cycling Team               |
| N°                                     | Ciclista                               | Clas.                                  | N°                                           | Ciclista                                     | Clas.                                        | N°                                                | Ciclista                                          | Clas.                                             |
| 181                                    | Mihkel Räim                            | R 5ª                                   | 191                                          | Tegshbayar Batsaikhan                        | 60°                                          | 201                                               | Hugh Sessini                                      | 80°                                               |
| 182                                    | Martin Laas                            | 6°                                     | 192                                          | Polychronis Tzortzakis                       | 92°                                          | 202                                               | Nick Kergozou                                     | R 5ª                                              |
| 183                                    | Oskar Nisu                             | R 5ª                                   | 193                                          | Lucas Carstensen                             | 37°                                          | 203                                               | Cameron Ivory                                     | 79°                                               |
| 184                                    | Bilguunjargal Erdenbat                 | 107°                                   | 194                                          | Patompob Phonarjthan                         | R 5ª                                         | 204                                               | Ben Carman                                        | 56°                                               |
| 185                                    | Bilguun Injyenyer                      | R 5ª                                   | 195                                          | Wan Yau Vincent Lau                          | 106°                                         | 205                                               | Jack Aitken                                       | 102°                                              |
| 186                                    | Gleb Karpenko                          | R 5ª                                   | 196                                          | Kane Richards                                | 77°                                          | 206                                               | Tom Sexton                                        | 33°                                               |
| Van Rysel-Roubaix                      |                                        |                                        |                                              |                                              |                                              |                                                   |                                                   |                                                   |
| N°                                     | Ciclista                               | Clas.                                  |                                              |                                              |                                              |                                                   |                                                   |                                                   |
| 211                                    | Norman Vahtra                          | 46°                                    |                                              |                                              |                                              |                                                   |                                                   |                                                   |
| 212                                    | Rait Ärm                               | 75°                                    |                                              |                                              |                                              |                                                   |                                                   |                                                   |
| 213                                    | Kévin Avoine                           | 42°                                    |                                              |                                              |                                              |                                                   |                                                   |                                                   |
| 214                                    | Emmanuel Morin                         | 43°                                    |                                              |                                              |                                              |                                                   |                                                   |                                                   |
| 215                                    | Kenny Molly                            | 73°                                    |                                              |                                              |                                              |                                                   |                                                   |                                                   |
| 216                                    | Célestin Guillon                       | 11°                                    |                                              |                                              |                                              |                                                   |                                                   |                                                   |